# BD-12 3676
BD-12° 3676 — кратная звезда в созвездии Ворона на расстоянии (вычисленном из значения параллакса) приблизительно 235 световых лет (около 72 парсек) от Солнца. Возраст звезды определён как около 1,2 млрд лет.
Пара четвёртого и пятого компонентов (VV Ворона (лат. VV Corvi), HD 110317) — двойная затменная переменная звезда типа Алголя (EA). Видимая звёздная величина звезды — от +5,34m до +5,19m. Орбитальный период — около 3,1445 суток*.

## Характеристики
Первый компонент (HD 110318A) — жёлто-белая звезда спектрального класса F5V, или F5. Видимая звёздная величина звезды — +6m. Масса — около 2,024 солнечных, радиус — около 3,98 солнечных, светимость — около 21,722 солнечных. Эффективная температура — около 6470 К.
Второй компонент (HD 110318B). Орбитальный период — около 44,51 суток.
Третий компонент (HD 110318C).
Четвёртый компонент (HD 110317A) — жёлто-белая звезда спектрального класса F3Vn, или F5IV, или F5V*, или F5, или F7V. Масса — около 1,978 солнечной, радиус — около 3,375 солнечных, светимость — около 24,601 солнечных. Эффективная температура — около 6500 К. Орбитальный период — около 4500 лет*. Удалён на 5,4 угловых секунды.
Пятый компонент (HD 110317B) — жёлто-белая звезда спектрального класса F5V*. Масса — около 1,513 солнечной, радиус — около 1,65 солнечного, светимость — около 4,745 солнечных*. Эффективная температура — около 6638 К.
Шестой компонент (BD-12° 3675) — жёлтый карлик спектрального класса G. Видимая звёздная величина звезды — +10,5m. Радиус — около 0,86 солнечного, светимость — около 0,488 солнечной. Эффективная температура — около 5207 К. Удалён на 59 угловых секунд.

## Планетная система
В 2019 году учёными, анализирующими данные проектов HIPPARCOS и Gaia, у звезды обнаружена планета.